# Achmad Jufriyanto
Achmad Jufriyanto Tohir (Tangerang, 7 febbraio 1987) è un calciatore indonesiano, difensore del Persib.

## Caratteristiche tecniche
Difensore centrale, può giocare anche come centrocampista difensivo.

## Carriera

### Club
Comincia a giocare al Persita Tangerang. Nel 2008 passa all'Arema Malang. Nel 2009 viene acquistato dallo Sriwijaya. Nel 2014 si trasferisce al Persib. Nel 2016 si accasa allo Sriwijaya. Nel 2017 torna al Persib.

### Nazionale
Ha giocato con la nazionale Under-20, Under-21 ed Under-23. È stato convocato per la prima volta in Nazionale maggiore nel 2007. Ha debuttato in Nazionale maggiore il 7 giugno 2013, nell'amichevole Indonesia-Paesi Bassi (0-3). Ha messo a segno la sua prima rete con la maglia della nazionale il 1º novembre 2013, nell'amichevole Indonesia-Kirghizistan (4-0), in cui ha siglato la rete del definitivo 4-0. Ha partecipato, con la Nazionale, pur senza mai scendere in campo, alla Coppa d'Asia 2007. Ha collezionato in totale, con la maglia della Nazionale maggiore, 16 presenze e due reti.

## Palmarès

### Club

#### Competizioni nazionali
- Campionato indonesiano: 1

Persib: 2023-2024